# Christa B. Allen
Christa Brittany Allen (Wildomar, California; 11 de noviembre de 1991) es una ex actriz estadounidense. Es conocida por su papel como la joven Jenna Rink en la película de comedia romántica de 2004 13 Going on 30, y más tarde por interpretar a Charlotte Grayson en el drama de suspenso Revenge.

## Vida y carrera
Allen, antes de su caracterización de Jenna en 13 Going On 30, había hecho una breve aparición en Men, donde varios estudiantes muestran películas y comerciales. Luego la estrella estuvo en Cake, un programa de televisión para niños en CBS que se transmitía los sábados por la mañana. Interpretó a la versión adolescente de Jennifer Garner en The Ghosts of Girlfriends Past. Christa es la más joven y única mujer con cuatro hermanos mayores y cuatro hermanastros mayores. Tiene un gran parecido con Jennifer Garner y por eso actúa muchas veces como la versión adolescente o más joven de la actriz.

## Filmografía
| Cine       | Cine                           | Cine              | Cine                               | Cine |
| Año        | Título                         | Rol               | Notas                              |      |
| ---------- | ------------------------------ | ----------------- | ---------------------------------- | ---- |
| 2004       | 13 Going on 30                 | Joven Jenna Rink  |                                    |      |
| 2004       | Chocolate Girls                | Barbara           | Cortometraje                       |      |
| 2004       | Seen                           |                   | Cortometraje                       |      |
| 2006       | A Merry Little Christmas       | Holly             |                                    |      |
| 2009       | Ghosts of Girlfriends Past     | Jenny adolescente |                                    |      |
| 2009       | Youth in Revolt                | Chica adolescente |                                    |      |
| 2010       | One Wish                       | Molly             |                                    |      |
| 2011       | One Kine Day                   | Alea              |                                    |      |
| 2012       | Detention of the Dead          | Janet             |                                    |      |
| 2017       | Dead on Arrival                | Jessie            |                                    |      |
| Televisión |                                |                   |                                    |      |
| Año        | Título                         | Rol               | Notas                              |      |
| 2006       | Medium                         | Maura Walker      | Episodio: "Blood Relation"         |      |
| 2006       | Cake                           | Cake              | 13 episodios                       |      |
| 2007       | Cory in the House              | Cheyenne          | Episodio: "The Kung Fu Kats Kid"   |      |
| 2008       | The Suite Life on Deck         | Violet Berg       | Episodio: "The Kidney of the Sea"  |      |
| 2008       | Grey's Anatomy                 | Holly Anderson    | Episodio: "All by Myself"          |      |
| 2009       | ER                             | Jody Nugent       | Episodio: "Love Is a Battlefield"  |      |
| 2009       | CSI: Crime Scene Investigation | Matty Moore       | Episodio: "Miscarriage of Justice" |      |
| 2009       | Chasing a Dream                | Nikol Schrunk     | Película para televisión           |      |
| 2009       | Wizards of Waverly Place       | Daphne            | Episodio: "Family Game Night"      |      |
| 2010       | Cold Case                      | Annabelle Bennet  | Episodio: "Free Love"              |      |
| 2011       | Deadly Sibling Rivalry         | Fiona             | Película para televisión           |      |
| 2011-2015  | Revenge                        | Charlotte Grayson | Rol principal                      |      |